# Shūketsu no sadame
Shūketsu no sadame (集結の運命?) è un brano musicale di Megumi Hayashibara, scritto da Shirō Sagisu e dalla stessa Hayashibara e pubblicato come singolo il 21 luglio 2010 dalla Starchild Records. Il singolo raggiunse la sesta posizione della classifica settimanale Oricon, e rimase in classifica per nove settimane, vendendo 21 374 copie. Il brano è stato utilizzato come image song dell'anime Neon Genesis Evangelion.

## Tracce
CD singolo KICM-1310
1. Shūketsu no sadame (集結の運命) - 5:18
2. Kyō no hi wa sayonara Maternal ver. (今日の日はさようなら) - 4:41
3. Shūketsu no sadame (off vocal version) - 5:18
4. Kyō no hi wa sayonara Maternal ver. (off vocal version) - 4:41

Durata totale: 20:14

## Classifiche
| Classifica (2009)                        | Posizione più alta |
| ---------------------------------------- | ------------------ |
| Giappone (Classifica settimanale Oricon) | 6                  |